# Lourenço Cavalcanti de Albuquerque
Lourenço Cavalcanti de Albuquerque (Águas Belas, 10 de outubro de 1842 — Rio de Janeiro, 31 de agosto de 1918) foi um político brasileiro.

## Vida
Filho de Nicolau Florentino de Albuquerque Maranhão, bacharelou-se em direito pela Faculdade de Direito do Recife, em 1863. Casou com Francisca Vieira de Sinimbu de Albuquerque Maranhão, filha de Lourenço Cavalcanti de Albuquerque Maranhão, Barão de Atalaia, e de Ana Luísa Vieira de Sinimbu, irmã do Visconde de Sinimbu.
Foi voluntário na Guerra do Paraguai, participando de várias batalhas, dentre elas a de Tuiuti.

## Carreira
Foi deputado à Assembleia Legislativa da província de Alagoas na 15.ª legislatura, de 1864 a 1865, e na 16.ª legislatura, de 1866 a 1867, filiado ao Partido Liberal.
Foi nomeado presidente da província de Santa Catarina por carta imperial de 9 de março de 1878, assumindo o cargo em 7 de maio de 1878, devolvendo-o a Joaquim da Silva Ramalho, o primeiro vice-presidente que o havia empossado no cargo, em 11 de dezembro de 1878, que completou o mandato em 17 de abril de 1879. Foi a seguir presidente da província de Pernambuco, de 29 de dezembro de 1879 a 9 de abril de 1880.
Foi Ministro dos Negócios Estrangeiros de 3 de julho de 1882 a 24 de maio de 1883, no Gabinete Paranaguá. Foi Ministro da Agricultura, de 16 de dezembro de 1882 a 7 de janeiro de 1883 e de 7 de junho a 15 de novembro de 1889, no Gabinete Ouro Preto.
Foi deputado geral por Alagoas nas legislaturas de 1878 – 1881, 1882 – 1884, 1885 (dissolvida) e 1886 – 1889. Foi finalmente Ministro da Agricultura, Comércio e Obras Públicas em 1889.